# Piacos
Piacos (en griego, Πιακός) es el nombre de una antigua ciudad de Sicilia.
Se conoce por ser mencionada por Esteban de Bizancio y además por testimonios numismáticos: se conservan monedas de bronce de Piacos del siglo V a. C., con la inscripción «ΠΙΑΚΙΝ» o «ΠΙΑΚ» y también litras de plata que se han fechado en torno al año 400 a. C. Estas últimas tienen inscritos los nombres de «ΠΙΑΚΙΝΟΣ» y «ΑΔΡΑΝ», lo que sugiere que las ciudades de Piacos y Adrano debían estar próximas y tenían relación política entre ellas.  
Se desconoce su localización exacta, aunque se ha sugerido que podría identificarse con el yacimiento arqueológico de Mendolito, que está próximo a Adrano.